# Ashleigh Gardner
Ashleigh Gardner (* 15. April 1997 in Bankstown) ist eine australische Cricketspielerin. Sie spielt als All-rounderin in der australischen Nationalmannschaft und im nationalen Cricket für New South Wales und die Sydney Sixers.

## Kindheit und Ausbildung
Gardner wuchs in einem Vorort von Sydney auf. Gardners Mutter ist eine Aborigine vom Volk der Muruwari und auch Gardner selbst stellt ihre Zugehörigkeit zu dieser Volksgruppe heraus. Das Cricketspiel begann sie mit 6 Jahren im Hinterhof zusammen mit ihrem älteren Bruder. Ihr Vater registrierte sie beim örtlichen Riversby Workers Cricket Club. Sie durchlief die Jugendmannschaften von New South Wales und absolvierte eine Ausbildung als Gärtnerin.

## Aktive Karriere

### Anfänge in der Nationalmannschaft
Ab der Saison 2015/16 spielte sie in der Women’s Big Bash League für die Sydney Sixers und konnte als 18-jährige durch ein 55-Run-Half-Century gegen die Sydney Thunder aufsehen erregen. Nach der Saison war die Kapitänin der australischen Aborigine-Mannschaft auf einer Tour in Indien.
In der folgenden Saison schaffte sie ihren Durchbruch, als ihr in den 16 Spielen der Saison 414 Runs, darunter drei Fifties, gelangen und sie damit fünftbeste Run-Scorerin der Saison war. Mit dieser Leistung hatte sie einen wichtigen Anteil am Gewinn der Meisterschaft ihres Teams. Daraufhin wurde sie ins Nationalteam berufen. Ihr erstes WTwenty20 spielte sie auf der Tour Neuseelands im Februar 2017. Auf der darauf folgenden Tour Australiens in Neuseeland absolvierte sie ihr erstes WODI. In ihrem zweiten Spiel auf der Tour konnte sie drei Wickets für 59 Runs erzielen.
Daraufhin wurde sie für den Women’s Cricket World Cup 2017 in England nominiert. Ihr bestes Spiel hatte sie in der Vorrunde gegen Pakistan als sie 3 Wickets für 28 Runs im Bowling und 22 Runs im Batting erzielte. Mit dem Team erreichte sie das Halbfinale, in dem sie Indien unterlagen.

### Wichtige Spielerin im Nationalteam
In der Women’s Ashes Series 2017/18 konnte sie im ersten WODI mit 3 Wickets für 47 Runs einen wichtigen Beitrag zum Sieg leisten. In der WODI-Serie auf der Tour in Indien im März 2018 konnte sie im dritten Spiel 3 Wickets für 39 Runs erzielen.
In der Saison 2018/19 gelang es ihr auf der Tour gegen Pakistan in Malaysia im dritten WODI sowohl 3 Wickets für 44 Runs, als auch ein Fifty über 62* Runs erzielen und wurde als Spielerin des Spiels ausgezeichnet. Beim ersten WTwenty20 der Tour konnte sie ebenfalls ein Fifty über 63* Runs erzielen. Daraufhin wurde sie für den ICC Women’s World Twenty20 2018 nominiert. Dort erzielte sie 10 Wickets und hatte vor allem im Finale einen großen Anteil am Sieg der Australier. Gegen England gelangen ihr 3 Wickets für 22 Runs als Bowlerin und 33* Runs im Batting und so wurde sie als Spielerin des Spiels ausgezeichnet. Aus der Tour Neuseelands in Australien konnte sie im dritten WODI eine weitere Auszeichnung als Spielerin des Spiels erringen, als sie 3 Wickets für 49 Runs erzielte.
Bei den Ashes 2019 absolvierte sie als zweite Aborigine nach Faith Thomas ihren ersten WTest. Auf der Tour in den West Indies erzielte sie im zweiten WODI ein Half-Century über 57* Runs. Beim Drei-Nationen-Turnier 2019/20 konnte sie bei der Niederlage gegen Indien mit 93 Runs ihr bisher bestes WTwenty20-Ergebnis erzielen und wurde als Spielerin des Spiels ausgezeichnet. Sie wurde für den ICC Women’s T20 World Cup 2020 nominiert, konnte dort jedoch nicht herausragen.

### Titelgewinne und Auszeichnung
In der Saison 2020/21 erzielte sie während der Tour Neuseelands in Australien 61 Runs und wurde als Spielerin des Spiels ausgezeichnet. In der Saison 2020/21 musste sie nach einem harten Aufprall auf den Boden, als sie nach einem Ball hechtete auf Grund von Verdacht auf Gehirnerschütterung ein Spiel abbrechen. Bei der Tour in Neuseeland im April 2021 erreichte sie ein Half-Century über 53* Runs. Im September 2021 reiste Indien nach Australien. Im dritten WODI erzielte sie ein Fifty über 67 Runs und in ihrem zweiten WTest erreichte sie auch dort mit 51 Runs ihr erstes Half-Century. Ein weiteres Fifty erreichte sie im WTest gegen England im Januar 2022 mit 56 Runs. Auch wurde sie vom australischen Verband als beste Spielerin des vergangenen Jahres ausgezeichnet und erhielt dafür den Belinda Clark Award.
Daraufhin wurde sie für den Women’s Cricket World Cup 2022 nominiert, musste die ersten beiden Spiele jedoch auf Grund einer Krankheit aussetzen. Beim Titelgewinn war ihre beste Leistung dann 3 Wickets für 25 Runs gegen die West Indies in der Vorrunde. Auch war sie Teil des Teams bei den Commonwealth Games 2022 und erzielte dort im Finale gegen Indien 3 Wickets für 16 Runs.